# Альянс зелёных
«Алья́нс зелёных» — российская зелёная политическая партия, существовавшая в 2012—2019 годах.

## История
Идея создания зелёной партии европейского типа на базе экологического движения «Зелёная альтернатива», созданной в 2009 году, принадлежит бывшему замглавы Росприроднадзора, экс-префекту Северного административного округа Москвы  Олегу Митволю. Движение «Зелёная альтернатива» вошло в Европейскую партию Зелёных (зелёный интернационал). Об этом 21 марта 2012 года сообщил сам Митволь.
Учредительный съезд новой экологической партии «Альянс зеленых — Народная партия» состоялся 24 апреля 2012 года в центральном Дворце культуры подмосковного города Можайска. В съезде участвовали делегаты, представляющие 64 региона страны, в том числе действующие депутаты заксобраний разных уровней. Съезд принял программу партии, избрал сопредседателей партии Глеба Фетисова и Олега Митволя. 
23 мая 2012 года партия официально была зарегистрирована минюстом. 
25 января 2014 года в Москве было принято решение о реорганизации «Альянса зелёных — Народной партии» и переименовании партии в «Альянс зелёных и социал-демократов». На объединительном съезде было принято решение о слиянии «Альянса зелёных» с партиями «Социал-демократы России» Геннадия Гудкова, «Свобода и справедливость» Сергея Нефедова, «Партия свободных граждан» Павла Склянчука и «Колокол» Николая Дижура. Делегаты съезда партии утвердили программу и избрали двоих сопредседателей — Глеба Фетисова и Геннадия Гудкова. В политсовет партии также вошли депутаты Госдумы Дмитрий Гудков и Илья Пономарёв.
12 декабря 2015 года, в ходе декабрьского партийного переворота, на IV съезде были упразднены должности сопредседателей партии и отстранены её лидеры. Новым председателем партии был избран директор Ассоциации разработчиков природоохранных технологий и экологических инициатив Александр Закондырин, произведено переименование (из «Альянса зеленых и социал-демократов» просто в «Альянс зеленых») и отменён институт сопредседателей. Новый председатель партии призвал к консолидации «зеленого» движения и налаживанию конструктивных отношений с Общероссийским народным фронтом. По итогам выборов Олег Митволь, до этого отстранённый с поста председателя совета партии и проигравший выборы, назвал происходящее «фарсом» и пообещал судебные разбирательства.
18 июня 2019 года, по требованию части 2 статьи 37 Закона № 95-ФЗ «О политических партиях» Верховный суд по иску Минюста ликвидировал партию за недостаточное участие в течение 7 лет в региональных выборах. 2 октября 2019 Апелляционный суд оставил жалобу партии без удовлетворения. После ликвидации позиционирует себя как общественное движение, не зарегистрировано..

## Выборы
В 2012—2015 гг. партия под председательством Глеба Фитисова и Олега Митволя являлась членом интернационала «Европейской партии зелёных».  
14 октября 2012 года, партия приняла участие в выборах 2-х из 6-ти региональных законодательных собраний. По итогам региональных выборов получила следующий результат: в Северной Осетии (4723) голосов 2,06 %, в Удмуртии (3131) голосов 0,63 %, в подмосковном городе Химки на выборах главы города партия выдвинула сопредседателя Олега Митволя, который занял 3-е место (14 %).
В марте 2012 года, Олег Митволь заявлял, что «Альянс зелёных — Народная партия» будет участвовать в выборах главы города Калининград, но в итоге партия так и не выставила своего партийного кандидата.
В 2013 году на выборах мэра Москвы и выборах губернатора Московский области партия выдвинула своего сопредседателя Глеба Фетисова, однако избирком отказал ему в регистрации. На выборах Главы Домодедово выдвинутый кандидат Анна Данилова набрала 4,79 % (1340 голосов).
В 2014 году на выборах партии удалось провести в местные советы депутатов и направить своих представителей.
На выборах в мосгордуму была в коалиции с партией Гражданская платформа.
12 декабря 2015 году после самоотвода сопредседателя и финансиста партии Глеба Фитисова Съезд партии избрал председателем партии, директора «Ассоциации разработчиков природоохранных технологий и экологических инициатив» Александра Закондырина, другой сопредседатель партии Олег Митволь делал попытки в суде обжаловать итоги съезда. Лишившись источника финансирования, региональные лидеры на зарплатах разбежались, другие числились формально.
На выборах в Государственную думу (2016) съезд партии проходил в парке под открытым небом, в нарушении без участия представителей избирательной комиссии, которая не признала его легитимным. Партия отказалась от проведения повторного съезда и выдвижения партийного списка, выдвинув несколько кандидатов в одномандатных округах. Митволь возглавил список Российской экологической партии «Зелёные».
На выборах президента России (2018) партия на своём  внеочередном V съезде проходившим в подмосковье 16-21 декабря 2017 года выдвинула кандидатом первого вице-президента агрокомплекса «Мортадель» Эльвиру Агурбаш. Однако позже из-за давления, центральный совет партии проголосовал за снятия её кандидатуры, рекомендовав ей отказаться от участия в выборах. Эльвира Агурбаш отказалась снимать свою кандидатуру с выборов. Позже ЦИК России отказал в регистрации кандидату, который не предоставил требуемое количеств подписей избирателей. 
В 2018 году кандидат от партии Лилия Белова, успешно прошла муниципальный фильтр и была зарегистрирована на выборах Губернатора Московской области (2018), где заняла третье место.

## Руководство
- Закондырин Александр Евгеньевич председатель партии с 12 декабря 2015 г.
- Фетисов, Глеб Геннадьевич сопредседатель партии 2012—2015 гг.
- Гудков, Геннадий Владимирович сопредседатель партии 2014—2015 гг.
- Митволь Олег Львович председатель центрального совета 2012—2015 гг.